# Jerry Ragovoy
Jordan "Jerry" Ragovoy (Philadelphia, 4 september 1930 - New York, 13 juli 2011) was een Amerikaans liedschrijver en muziekproducent. Hij componeerde soul en rhythm-and-blues met gospelinvloeden. Onder het pseudoniem Norman Meade schreef hij het liedje "Time Is on My Side", dat bekend werd in de uitvoering van The Rolling Stones. Hij is ook de componist van onder meer "Piece of My Heart", "Cry Baby" en "Get It While You Can", uitgevoerd door Janis Joplin.

## Biografie
Hij was een zoon van Nandor Ragovoy (1 augustus 1898 - maart 1974), een Joodse optometrist uit Hongarije, en Evelyn Myrowitz (28 december 1902 - juli 1988). In zijn kinderjaren speelde hij piano en was hij vooral geïnteresseerd in klassieke muziek. Na het afronden van zijn opleiding aan de West Philadelphia High School werkte hij in Tregoobs, een elektronicawinkel in de binnenstad van Philadelphia, die ook 78 toerenplaten verkocht. Ragovoy stelde het aanbod van deze plaatjes samen en gaf daarnaast pianolessen om financieel rond te kunnen komen. In 1952 kwamen The Castelles, een doo-wopgroep die tot dan toe op schoolfeesten optrad, de winkel binnen om aan eigenaar Herb Slotkin (die later met Screamin' Jay Hawkins het liedje "I Put a Spell on You" schreef) een demo te laten horen. Ragovoy en Slotkin richtten vervolgens het platenlabel Grand Records op. De eerste single van The Castelles, getiteld "My Girl Awaits Me", werd in 1953 met honderdduizend verkochte exemplaren een succes.
Ragovoy werkte hierna bij Chancellor Records als arrangeur voor onder anderen Frankie Avalon. Het door hem geschreven noveltyliedje "A Wonderful Dream" werd in 1962 een kleine hit voor The Majors. In dat jaar verhuisde hij naar New York. Hij wilde eerst aan Broadway-producties werken, maar schreef in plaats daarvan popmuziek. In New York werkte hij voor het eerst samen met Bert Berns. Onder het pseudoniem Norman Meade schreef Ragovoy met Berns het liedje "Cry Baby" voor Garnet Mimms & the Enchanters. Deze single bereikte de vierde plaats in de Amerikaanse hitlijst. Ragovoy werkte veel met Berns samen tot diens overlijden in 1967. Voor Kai Winding schreef hij "Time Is on My Side", dat in 1964 werd vertolkt door Irma Thomas en later dat jaar de eerste Amerikaanse top tien-hit van The Rolling Stones werd. In 1966 werd hij A&R-chef voor Warner Bros. Records. Op verzoek van een manager bij dit platenlabel nam hij het liedje "Stay with Me" op met Lorraine Ellison en een uitgebreid orkest. "Stay with Me" bereikte de elfde plaats in de Amerikaanse hitlijst voor rhythm-and-blues en de 64ste plaats in de Billboard Hot 100.
Enkele van zijn composities werden vertolkt door Janis Joplin, waaronder "Piece of My Heart" met Big Brother and the Holding Company. Hij schreef voor haar het liedje "I'm Gonna Rock My Way to Heaven", maar zij overleed reeds voor ze het kon opnemen. Hij werkte ook met soulzanger Howard Tate, van wie het door Ragovoy opgerichte label Rag Records muziek uitgaf. In 1969 richtte hij in New York de opnamestudio The Hit Factory op. Nadat hij deze studio in het voorjaar van 1975 verkocht aan Edward Germano werd er voor het eerst een album opgenomen: Songs in the Key of Life van Stevie Wonder. In de jaren zeventig produceerde hij onder meer Keep On Moving voor Paul Butterfield Blues Band, Streetlights voor Bonnie Raitt en Then Came You voor Dionne Warwick. Ragovoy won met Micki Grant in 1973 een Grammy Award voor de productie van het muziekalbum van de Broadway-voorstelling Don't Bother Me, I Can't Cope.
In de jaren tachtig en negentig was Ragovoy weinig actief in de muziekindustrie. Hij keerde in 2003 terug toen hij een album van Tate produceerde. In 2008 gaf het Britse label Ace Records het compilatiealbum The Jerry Ragovoy Story: Time Is On My Side uit. Ragovoy woonde in Stamford (Connecticut) met zijn vrouw Beverly Matson Ragovoy. Hij overleed op tachtigjarige leeftijd in een ziekenhuis in Manhattan aan de gevolgen van een beroerte.
- Biblioteca Nacional de España: XX1637296
- Bibliothèque nationale de France: cb14839907s (data)
- Gemeinsame Normdatei: 1147139911
- International Standard Name Identifier: 0000 0000 5945 3996
- Library of Congress Control Number: n95104865
- Nationale Bibliotheek van Letland: 000096693
- MusicBrainz: f099c1e7-8426-49e6-b7a0-dd8db4331788
- Nationale Bibliotheek van Tsjechië: xx0119614
- Nationale Bibliotheek van Israël: 987008816731905171
- Virtual International Authority File: 66733265
- WorldCat: E39PBJrWwGw4PdgdG73r7DbPQq